# Вагенмакерс, Линда
Линда Вагенмакерс (нидерл. Linda Wagenmakers; род. 30 ноября 1975 года) — нидерландская певица, актриса мюзиклов, сценарист, режиссёр, театральный деятель, педагог по вокалу, представительница Нидерландов на конкурсе песни Евровидение 2000.

## Биография

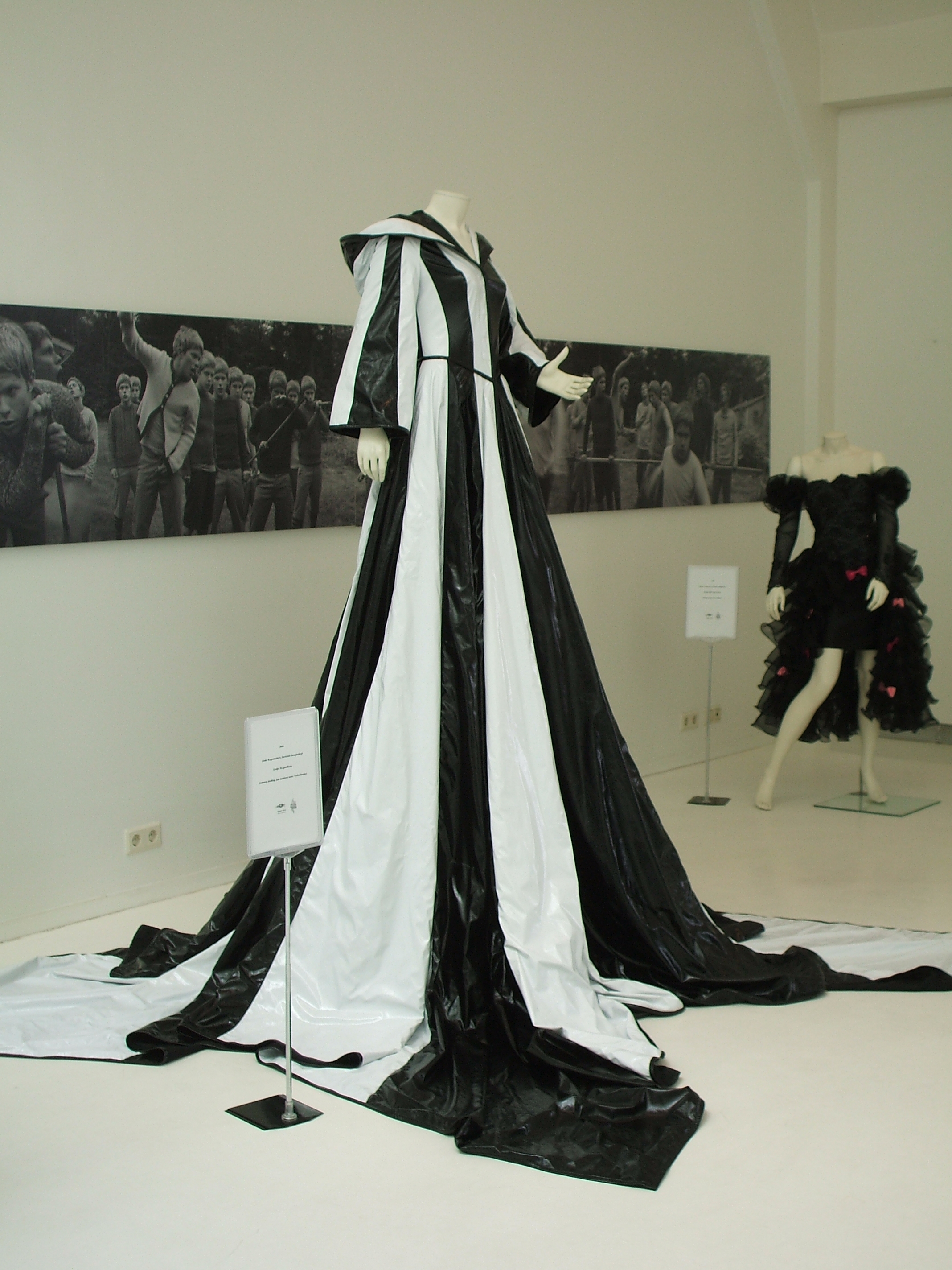
Концертное платье певицы, в котором она выступала на Евровидении

Родилась в Арнеме, в семье христиан-пятидесятников. С 8 лет выступала на сцене, в том числе принимая участие в мюзиклах для детей. В 1999 году впервые появилась на телевидении в составе хора, исполняющего музыку в стиле госпел. В 2000 году принимала участие на Евровидение с песней «No goodbyes», заняв тринадцатое место.
В дальнейшем Линда нередко участвовала в мюзиклах; также она известна как актриса дубляжа.
Замужем, воспитывает двоих детей.

## Фильмография

### Дубляж
- Мулан - Мулан (1998)
- Мулан 2 - Мулан (2004)
- Принцесса и лягушка - Тиана (2009)
- София Прекрасная - Мулан и Тиана (2012)
- Биг Тайм Раш - Келли Уэйнрайт (2010–2013)
- Клуб Винкс: Тайна морской бездны - Айси (2014)
- Ральф против интернета - Тиана и Мулан (2018)
- Я краснею - тётя Чен (2022)